# Nikolaï Vatoutine
 (novembre 2014).
 (novembre 2014).
Nikolaï Fiodorovitch Vatoutine (en russe : Николай Федорович Ватутин ; ISO 9 : Nikolaj Fedorovič Vatutin), né le 16 décembre 1901 à Tchepoukhino près de Koursk, en Russie impériale, et mort le 14 avril 1944 à Kiev, en Union soviétique (actuelle Ukraine), est un officier soviétique durant la Seconde Guerre mondiale.

## Période d'avant-guerre et début de la Seconde Guerre mondiale
Né en Russie dans une famille paysanne, Vatoutine est mobilisé en 1920 pour intégrer l'Armée rouge afin de combattre les paysans ukrainiens partisans de Nestor Makhno. Il devient membre du Parti communiste l'année suivante, servant dans des postes de commandement. À partir de 1926 et pendant la décennie qui suit, il alterne entre le commandement d'unités, les études dans une académie militaire soviétique et l'Académie de l'état-major. La purge des commandants de l'Armée rouge de 1937-1938 lui ouvre la voie à une promotion rapide. En 1938, il est promu au rang de Komdiv (en) (commandant de division) puis nommé chef d'état-major du district militaire spécial de Kiev. 
En 1940, sous les ordres de Gueorgui Joukov, il s'empare de la Bessarabie appartenant à la Roumanie. La même année, pour le récompenser de cette campagne, Staline le nomme général de corps d'armée et le hisse au poste important de président du conseil d'administration opérationnel de l'état-major. Du fait de son manque d'expérience au combat, et de sa connaissance relative de la stratégie militaire, Vatoutine n'est pas vu comme étant à la hauteur de ce poste. Malgré cela, son origine paysanne, son âge et son zèle pour le Parti, en font l'un des rares préférés de Staline dans l'appareil militaire soviétique. Vatoutine et les hauts gradés de l'armée échouent dans la préparation de l'Armée Rouge face à l'attaque de l'armée allemande (Opération Barbarossa) du 22 juin 1941.
Le 30 juin 1941, il est nommé au poste de chef d'état-major du front du nord-ouest et y connait quelques succès. À cette étape de la guerre pourtant, la plupart des généraux soviétiques, anéantis par les défaites, craignent d'entreprendre des opérations d'offensives.

## Les batailles du Nord
Le front du nord-ouest défend l'accès à Leningrad contre le groupe d'armées Nord allemand dirigé par Wilhelm von Leeb. Vatoutine prend le commandement des troupes soviétiques près de Novgorod et les rassemble pour une offensive destinée à encercler  des troupes allemandes. L'armée soviétique surprend le 56e corps d'armée, commandé par Erich von Manstein, ce qui le met sur la défensive et oblige tout le groupe d'armées Nord à se rassembler afin de stopper l'offensive soviétique. La Wehrmacht perd alors un précieux temps au cours de l'importante saison d'été, nécessaire à une attaque efficace contre Leningrad, alors que l'Armée rouge gagne du temps pour renforcer les fortifications de la ville. Grâce aux actions de Vatoutine, les Allemands ne seront jamais en mesure de s'emparer de Leningrad, une défaite stratégique clef du début de la guerre pour les Allemands. Les résultats opérationnels immédiats sont cependant beaucoup moins impressionnants. Vatoutine surestime le potentiel de ses troupes, ses objectifs sont trop ambitieux, la coordination de ses troupes et son contrôle du déroulement des combats sont insuffisants. Il ne prend également pas en considération le terrain difficile qui avantage les défenses allemandes et ralentit son attaque. Les pertes humaines de Vatoutine atteignent presque 60% dans l'une de ses armées. La faible qualité de ses commandants subordonnés n'améliore en rien le manque de ressources de Vatoutine. Il y a cependant une seule exception : les actions d'Ivan Tcherniakhovski, jeune colonel de la 28e division de chars. Les deux hommes ont beaucoup en commun et en particulier leur approche de l'art militaire très différente des autres officiers soviétiques. Ils deviennent de proches amis.
En janvier 1942, pendant l'offensive d'hiver de l'Armée Rouge consécutive à sa victoire dans la bataille de Moscou, Vatoutine prend au piège deux corps d'armée allemands à Demiansk, réalisant ainsi le premier encerclement important de troupes allemandes. Ces corps d'armée allemands équivalaient en taille à une armée de terre soviétique. Pendant la bataille, Vatoutine utilise des actions et des tactiques innovantes et les Allemands y répondent de manière conventionnelle. Il est cependant incapable d'anéantir la poche, principalement à cause de la faiblesse de l'aviation soviétique. En avril 1942, Vatoutine parvient finalement à percer les défenses allemandes, juste au moment où des renforts ennemis atteignent la poche. Le commandement allemand s'en félicite et tire de mauvaises leçons de cette échappée de justesse. Il conclut qu'il est possible de surmonter un encerclement soviétique en se ravitaillant par les airs et en organisant une opération de secours. Ces conclusions contribueront au désastre de la Wehrmacht à Stalingrad.

## Voronej et Stalingrad
De début mai à juillet 1942, Vatoutine occupe brièvement le poste d'adjoint du chef de l'état-major de l'Armée Rouge, jusqu'à ce que les allemands déclenchent leur offensive d'été de 1942, l'opération Fall Blau, qui a pour but la conquête des champs pétrolifères du Caucase. La première phase de l'offensive vise à atteindre la région de Voronej pour attaquer ensuite le front sud soviétique et le front sud-ouest par l'arrière afin d'encercler les Soviétiques. Les Allemands, grisés par leurs succès initiaux, étendent leur offensive et tentent de prendre la ville. Cela déclenche une énergique réaction soviétique car c'est un point clef sur la route sud vers Moscou. Le 1er juillet 1942, Staline envoie Vatoutine comme représentant de la Stavka avec les pleins pouvoirs sur le front de Briansk, qui est rebaptisé, quelques jours plus tard, front de Voronej et placé sous ses ordres. Lors de la bataille, il rencontre encore une fois Tcherniakhovski, nouvellement promu au poste de commandant du 18e corps de chars de la 60e armée. L'attaque allemande, de grande envergure, est sur le point de percer la ligne de front soviétique au moment où le corps de Tcherniakhovski arrive par train. Il décharge une de ses brigades et, sans attendre le reste de ses troupes, la dirige contre les troupes allemandes en nombre supérieur et les repousse. À la suite de cette action, Vatoutine demande à Staline de remettre le commandement de la 60e armée à Tcherniakhovski. Staline s'oppose d'abord à la requête, sans doute parce que Tcherniakhovski est juif et qu'il hésite à nommer un si jeune général au poste de commandement d'une armée de terre. Mais ce refus ne décourage pas Vatoutine et il réussit à convaincre Staline de le promouvoir. Il allait rapidement devenir un des plus importants généraux de l'Armée Rouge. Les Allemands parviennent à s'emparer de la ville, et réorientent comme prévu leurs efforts vers le sud : Rostov et Stalingrad. Mais la résistance des troupes de Vatoutine leur a fait perdre un temps précieux, à la grande fureur de Hitler qui limoge von Bock, car les unités russes au sud ont pu se replier et éviter l'encerclement. De plus, une fois la ville prise, la défense de Voronej nécessite d'importants moyens, ce qui participe à la dispersion de l'effort allemand, et devient une cause importante de l'échec de Fall Blau.
Le 22 octobre 1942, Vatoutine se voit confié le commandement du tout nouveau front du sud-ouest, qui, un mois plus tard, sera le fer de lance de l'opération Uranus, la contre-offensive soviétique qui aboutit à l'encerclement de la 6e armée allemande dans Stalingrad. En décembre 1942, développant l'offensive sur le Don, le front de Vatoutine encercle et anéantit la 8e armée italienne, forte de 130 000 hommes, lors de l'opération petit Saturne, ce qui contribue à l'échec de l'opération Wintergewitter de von Manstein, destinée à secourir la 6e armée allemande.

## Kharkov et Koursk
En janvier 1943, Vatoutine repousse inexorablement les Allemands vers l'est de l'Ukraine. Son offensive permet au front de Voronej, sous les ordres du général Filipp Golikov, de s'emparer de Kharkov mais il diversifie trop les activités de ses troupes épuisées. En février 1943, von Manstein rassemble ses troupes en une force importante et surprend Vatoutine, provoquant sa défaite à Kharkov en encerclant les troupes de Golikov qui se dirigent vers la ville. Kharkov est alors reprise par les Allemands. La Stavka relève Golikov de son commandement et évalue mal l'importance de la débâcle de Vatoutine. Staline récompensa ce dernier pour son audace et l'éleva au rang de général d'armée.
Le 28 mars 1943, Vatoutine prend le commandement du front de Voronej en préparation de la bataille de Koursk. Lors de cette bataille, Vatoutine parvient à résister à l'avancée de von Manstein, rendant celle-ci plus difficile que prévu. Il rejette la hiérarchie conventionnelle des armées, son déploiement innovateur lui permet, non seulement de se défendre adroitement contre les Allemands ayant la supériorité technique, mais aussi de passer rapidement de la défense à l'offensive. Après la victoire soviétique à Koursk, Vatoutine prend par surprise von Manstein, qui croyait que l'Armée rouge était trop faible pour poursuivre son offensive, et s'empare de Belgorod.

## Victoires en Ukraine
La cible suivante de Vatoutine est Kiev. Le 20 octobre 1943, le front de Voronej est rebaptisé premier front ukrainien. Il entreprend un regroupement secret avec un plan imaginatif et trompeur.  Ses troupes surprennent von Manstein, attaquant les Allemands depuis des directions inattendues et, le 6 novembre 1943, Kiev est libérée. Vatoutine exploite sans relâche sa victoire à Kiev pour s'enfoncer en profondeur dans les défenses allemandes. Von Manstein croit pouvoir répéter le succès de Kharkov de février dernier, alors que les armées de Vatoutine sont dispersées. Il déchaîne plusieurs offensives contre les troupes de Vatoutine, essayant de le prendre par les flancs, sans succès. Le 19 décembre 1943, von Manstein croit qu'il a en main une victoire éclatante, après avoir encerclé et détruit ce qu'il croit être quatre corps d'armée soviétiques le long de la voie ferroviaire Korosten-Kiev. Sa jubilation est de courte durée. Pendant qu'il combat les troupes servant d'appât, Vatoutine — ayant reçu des renforts — rassemble une force de frappe puissante sur une autre section du front et, lors du Noël de 1943, il lance un assaut massif sur les Allemands en les repoussant davantage vers l'ouest.
Cette offensive crée le saillant de Korsoun occupé par un grand nombre de troupes allemandes. En janvier, Vatoutine et le deuxième front ukrainien du général d'armée Ivan Koniev, procèdent à l'encerclement puis à la réduction de ce saillant lors de la bataille de Tcherkassy.
Vatoutine débute l'opération deux jours après la frappe de Koniev, bien que la 6e armée de chars, nouvellement constituée, soit incomplète. Elle lui permet de créer un effet de surprise en s'impliquant dans la bataille. La 6e armée pénètre ainsi profondément dans les défenses allemandes et, le 3 février, elle rejoint les blindés du front de Koniev et prend au piège 56 000 soldats allemands. Le 17 février, Vatoutine et Koniev réduisent la poche de Korsoun-Tcherkassy. Par une contre-offensive audacieuse, von Manstein réussit à sauver la plupart des hommes qui y étaient coincés mais ceux-ci ont dû abandonner la majeure partie de leur matériel.
Le 28 février 1944, Vatoutine, qui procède à un regroupement complexe pour une nouvelle opération, est pris en embuscade par des insurgés de l'Armée insurrectionnelle ukrainienne loin derrière les lignes de front. Il meurt de ses blessures à l'hôpital six semaines plus tard. Il est enterré au cimetière militaire de la municipalité de Mytichtchi dans la banlieue nord-est de Moscou.
Son influence sur la planification stratégique, opérationnelle et technique de l'Armée Rouge se poursuit après sa mort. Vatoutine est reconnu comme l'un des généraux les plus créatifs de la Seconde Guerre mondiale, après la guerre froide, par des experts militaires occidentaux.